# Klaus Kessler
Klaus Kessler (n. 3 octombrie 1925, Timișoara – d. 20 decembrie 2005, București) a fost un medic sas, scriitor și jurnalist de limba germană din România.

## Biografie
Kessler a studiat medicina la Timișoara și a absolvit facultatea în 1952. Pentru un timp a lucrat un timp ca medic în orașul său natal. Între anii 1975 - 1981 a fost asistent la Institutul de Educație Fizică și Sport din București. A debutat  în revista Neue Literatur din București, cu proză și poezii.
Din 1964 a colaborat cu eseuri, cronici muzicale, recenzii, interviuri etc. la revistele și ziarele de limbă germană (Neue Literatur, Neuer Weg, Karpatenrundschau, Neue Banater Zeitung, Die Woche, Volk und Kultur), dar și în "Muzica", "Actualitatea Muzicală", "Tribuna României" etc., "Musik und Gesellschaft" (Berlin), "Der Sonntag" (Berlin) etc.
În afară de opera sa literară, Kessler s-a ocupat mai ales de muzică: a scris două librete de balet pentru Anatol Vieru și Tiberiu Olah, a fost critic de muzică pentru mai multe ziare române și germane din România, a tradus texte de cântece populare din română în germană. A tradus mai multe lucrări de medicină, istoria artei și muzică, librete de operă și texte de oratorii.
Din 1972 a fost membru al Uniunii Scriitorilor și din 1981 membru al Uniunii Compozitorilor. A fost căsătorit cu mezzosoprana Martha Kessler.

## Lucrări
- Flächen und Facetten (Fețe și fațete), poezii, București, 1970.
- Nachricht über Stefan (Mesaje despre Stefan), proză, 1975.
- Wandern nach Famagusta, (Drumeție la Famagusta), poezii, București, 1982.
- Verspätete Chronik. Die Konzertreise von Brahms und Joachim ins Banat und nach Siebenbürgen 1879 București, 1984.
  - Cronică târzie: turneul de concerte al lui Johannes Brahms și Joseph Joachim în Banat și Ardeal 1879 - traducere de Horia Stanca, Editura Muzicală, București, 1984.
- Der Umzug, (Mutarea), proză, București, 1986.
- Die Invasion der Schneeglöckchen (Invazia ghioceiilor), poezii, București, 1988.
- Versteckte Schreie (Strigăte ascunse), București, 1995
- Eburnum für Siebenbürgen, 2003

## Prezent în antologii
A fost inclus în antologia bilingvă Scriitori germani din România de după 1945, apărută în 2012 la Editura Curtea Veche.